# Krupa Wysoka
Krupa Wysoka (biał. Верх-Крупава, Wierch-Krupawa; ros. Верх-Крупово, Wierch-Krupowo) – wieś na Białorusi, w obwodzie grodzieńskim, w rejonie lidzkim, w sielsowiecie Krupa, nad Krupką.

## Historia
W dwudziestoleciu międzywojennym leżała w Polsce, w województwie nowogródzkim, w powiecie lidzkim, w gminie Lida. W 1921 miejscowość liczyła 81 mieszkańców, zamieszkałych w 19 budynkach, wyłącznie Polaków wyznania rzymskokatolickiego.
Po II wojnie światowej w granicach Związku Sowieckiego. Od 1991 w niepodległej Białorusi.